# Катедра по физика и астрономия (ШУ)
Катедра „Физика и астрономия“ е една от катедрите на Факултетът по природни науки на Шуменски университет „Епископ Константин Преславски“. Неин ръководител е доц. д-р Нина Архангелова Николова-Тодорова.

## Академичен състав
През 2019 г. академичният състав на катедра „Физика и астрономия“ се състои от 10 хабилитирани преподаватели и 4 нехабилитирани преподаватели.
- Проф. д-р Драгомир Вълчев Марчев
- Проф. д-р Николай Михайлов Узунов
- Проф. д-р Христо Йорданов Христов
- Доц. д-р Динко Профилов Димитров
- Доц. д-р Борислав Станишев Борисов
- Доц. д-р Веселка Сидерова Радева
- Доц. д-р Доротея Любенова Василева
- Доц. д-р Нина Архангелова Николова-Тодорова
- Доц. д-р Петя Николаева Петкова
- Доц. д-р Сунай Ибрямов Ибрямов
- Ас. д-р Теодора Велкова Атанасова
- Ас. Сениха Исмаил Салим
- Хон. проф. д.физ.н. Диана Петрова Кюркчиева
- Хон. проф. д-р Валентин Любенов Велев

## Специалности
Бакалавър
- Астрономия и метеорология
- Биология и физика
- Медицинска физика и радиоекология

Магистър
- Астрофизика
- Медицинска физика
- Метеорология

Докторантура
- Астрофизика
- Медицинска физика

## Външни прапратки
- ((bg)) Официален сайт